# Jillian Murray
Jillian Leigh Murray est une actrice américaine née le 4 juin 1984 à Reading, en Pennsylvanie (États-Unis).

## Biographie
Jillian Murray est née le 4 juin 1984 à Reading, Pennsylvanie (États-Unis). En 2003, elle fait ses débuts au cinéma avec Deep Toad, où elle interprète le rôle de Natashia. Elle jouera plus tard dans Fifty Pills, suivi de Petites Diablesses (Legacy, également connu sous le nom Pretty Little Devils).
En 2009, elle est Gwen Adams dans la comédie romantique American High School. Elle joue plus tard le rôle de Heather dans An American Carol.
Elle prête également son visage (la voix étant interprétée par Ali Hillis) au personnage Asari, Liara T'Soni, dans la trilogie vidéoludique Mass Effect.
Elle est également connue dans son rôle de Portlyn dans la série Sonny au côté de Demi Lovato. 
Elle joue de plus le rôle de Eve dans le film Never Back Down 2, suite de Never Back Down.
C'est pendant le tournage de ce dernier film, qu'elle rencontre son petit ami Dean Geyer. En décembre 2016, elle annonce ses fiançailles avec lui après 5 ans de vie commune.

## Filmographie
- 2003 : Deep Toad : Natashia
- 2004 : Rendez-vous avec une star (Win a Date with Tad Hamilton!) : Concierge
- 2006 : Fifty Pills : Jayne
- 2006 : Drake et Josh (série TV) : Cute Girl
- 2006 : One Night with You : Brianna
- 2007 : Cheerleader Camp (TV) : Georgie
- 2007 : The Fun Park (vidéo) : Megan Davis
- 2008 : Petites Diablesses (vidéo) : Megan
- 2008 : An American Carol : Heather
- 2009 : Sonny with a Chance (série TV) : Portlyn
- 2009 : American High School (vidéo) : Gwen Adams
- 2009 : Forget Me Not de Tyler Oliver : Lex Mitchell
- 2009 : Knuckle Draggers : Amy
- 2010 : The Graves : Abby Graves
- 2010 : Sexcrimes : partie à 4 : Brandi Cox
- 2011 : Awkward (Série TV) : Jenna Plus/Olivia
- 2011 : Cougar Hunting : Penny
- 2011 : Never Back Down 2 : Eve
- 2011 : American Cougars : Penelope
- 2012 : Bad Ass : Lindsay
- 2013 : Windsor Drive : Stacy Walker
- 2014 : Cabin Fever : Patient Zero :  Penny
- 2019 : Coup de foudre dans l'ascenseur (Prescription for Love) : Claire Abbott
- 2020 : Un mensonge en héritage (Secrets That Kill) (TV) : Carrie
- 2024 : Uglies de McG : Ellie Youngblood

## Jeux Vidéo
- Mass Effect : Dr Liara T'soni
- Mass Effect 2 : Dr Liara T'soni
- Mass Effect 3 : Dr Liara T'soni